# Narcissus chevassutii
Narcissus chevassutii är en amaryllisväxtart som beskrevs av Francisco Javier Fernández Casas. Narcissus chevassutii ingår i släktet narcisser, och familjen amaryllisväxter.
Artens utbredningsområde är Algeriet. Inga underarter finns listade i Catalogue of Life.